# Pierre Chrysostème d'Usson de Bonnac
Pierre Chrysostème d'Usson de Bonnac, né en 1724 et mort en 1782, est un diplomate français et ambassadeur de France en Suède.

## Biographie
Il est le fils de Jean-Louis d'Usson de Bonnac, également diplomate français.
D'abord major-général d’infanterie, il succède à Charles Gravier de Vergennes au poste d'ambassadeur de France en Suède en 1774 et reste à ce poste jusqu'à sa mort.